# Парламентские выборы на Барбадосе (2013)
Парламентские выборы на Барбадосе прошли 21 февраля 2013 года. Дата выборов и время номинации были объявлены премьер-министром Барбадоса Фрейнделем Стюартом 29 января 2013 года. Номинация кандидатов продолжалась до 6 февраля.
По предварительным данным в результате выборов большинство в парламенте осталось за Демократической лейбористской партией, получившей 16 мест из 30.

## Избирательный закон
Парламентские выборы в нижнюю палату Парламента Барбадоса по Конституции страны должны быть проведены не позже, чем через 5 лет после предыдущих. Досрочные выборы могут быть объявлены генерал-губернатором по представлению правительства либо в результате объявления парламентом вотума недоверия премьер-министру.

## Результаты
| Партия                                 | Голоса  | %     | Места | +/–   |
| -------------------------------------- | ------- | ----- | ----- | ----- |
| Демократическая лейбористская партия   | 78 566  | 51,28 | 16    | –4 ▼  |
| Барбадосская лейбористская партия      | 74 027  | 48,32 | 14    | +4 ▲  |
| Баяжанская свободная партия            | 94      | 0,06  | 0     | новая |
| Народный демократический конгресс      | 38      | 0,02  | 0     | 0     |
| Новый альянс Барбадосского королевства | 72      | 0,05  | 0     | новая |
| Независимые                            | 407     | 0,27  | 0     | 0     |
| Всего                                  | 153 204 | 100   | 30    | 0     |
| Источник: Caribbean Elections          |         |       |       |       |